# Retrato de la Infanta Isabel Clara Eugenia (Anguissola)
Retrato de la infanta Isabel Clara Eugenia es un óleo sobre lienzo de 1599 de la infanta Isabel Clara Eugenia de Austria realizado por la pintora italiana Sofonisba Anguissola, identificado en 1992 por Maria Kusche. Propiedad del Museo del Prado en Madrid (España), actualmente se encuentra en la embajada de España en París (Francia).

## Historia
En 1609, Pedro Paolo De Ribera relata que Anguissola había realizado un retrato de la infanta Isabel durante su parada en Génova camino a Bruselas en junio de 1599. Afirma que la infanta "pasaba diariamente largas horas charlando [con la artista], recordando cosas que le habían pasado en su juventud". Anguissola fue retratista de la corte española y también realizó un retrato de la madre de Isabel, la reina Isabel de Valois.
La infanta se detuvo en Génova solo unos días, que no fueron suficientes para completar el retrato, por lo que pidió que se lo enviara "en el camino [una vez que estuviera completo], como lo hizo". Sin embargo, al final, parece que la obra no fue enviada directamente a Isabel en Viena o Bruselas, sino a Madrid como un regalo de Isabel a su medio hermano, el futuro Felipe III de España. La obra se menciona en un inventario de obras del Real Alcázar de Madrid elaborado tras la muerte de Felipe II, aunque sin atribución.
La obra fue probablemente una de las que fueron confiscadas en 1835 al Infante Sebastián de Portugal y España por apoyar la causa carlista. En 1865, la obra aparecía como número 212 en el Catálogo del Museo de la Trinidad de Cruzada Villaamil con atribución al pintor español Alonso Sánchez Coello. Ese catálogo también incluía un retrato de un hombre de idénticas dimensiones atribuido a Coello. En 1861, el Retrato de la Infanta Isabel Clara Eugenia y los demás cuadros fueron devueltos al infante Sebastián. En 1868, pasó a su actual propietario, el Museo del Prado, y se colgó por primera vez en la embajada española en París en 1882.

## Descripción
La infanta aparece con un suntuoso vestido de corte, una gran gorguera plisada, un collar de perlas, una cadena de oro con una figura de Francisco de Asís o Antonio de Padua y un cinturón tachonado de perlas, rubíes y diamantes, apoyando su mano derecha en el dorso de una silla y su mano izquierda sosteniendo un pañuelo con bordes de encaje. Profundamente religiosa, la infanta pasó sus últimos años en el monasterio de las Descalzas Reales y con el hábito de monja, como muestra un retrato posterior de Rubens.